# Forte Nauders
Il forte Nauders (in ted. Strassensperre Nauders) è uno dei pochi forti austro-ungarici che ancora oggi è completamente intatto. Il forte appartiene al grande sistema di fortificazioni austriache al confine italiano.
Fu costruito dal 1834 al 1840 (come recita un'iscrizione dell'epoca sulla fortezza), sulla base di un piano del maggiore generale Franz von Scholl.
La fortezza sorge a circa 3 chilometri a nord del paese Nauders, in una stretta valle lungo la strada statale del passo Resia. Qui, tra rocce strette, sorge la fortezza di Nauders.

## Storia

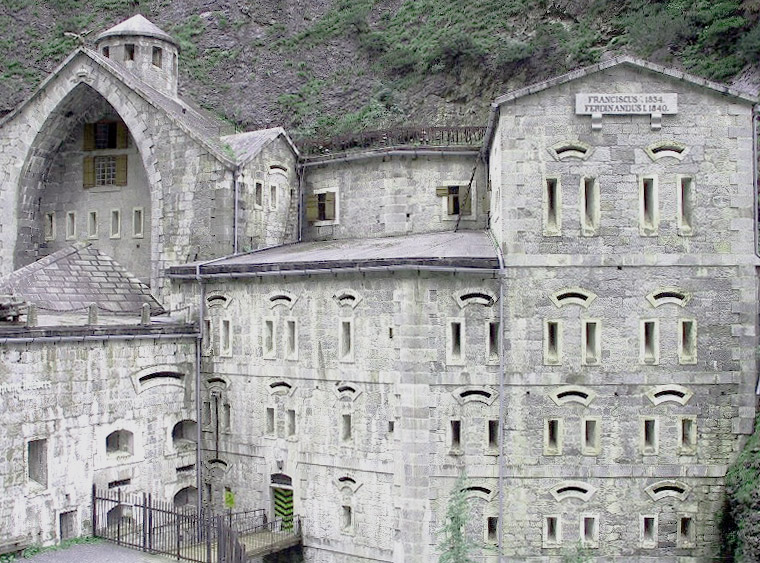
Forte Nauders

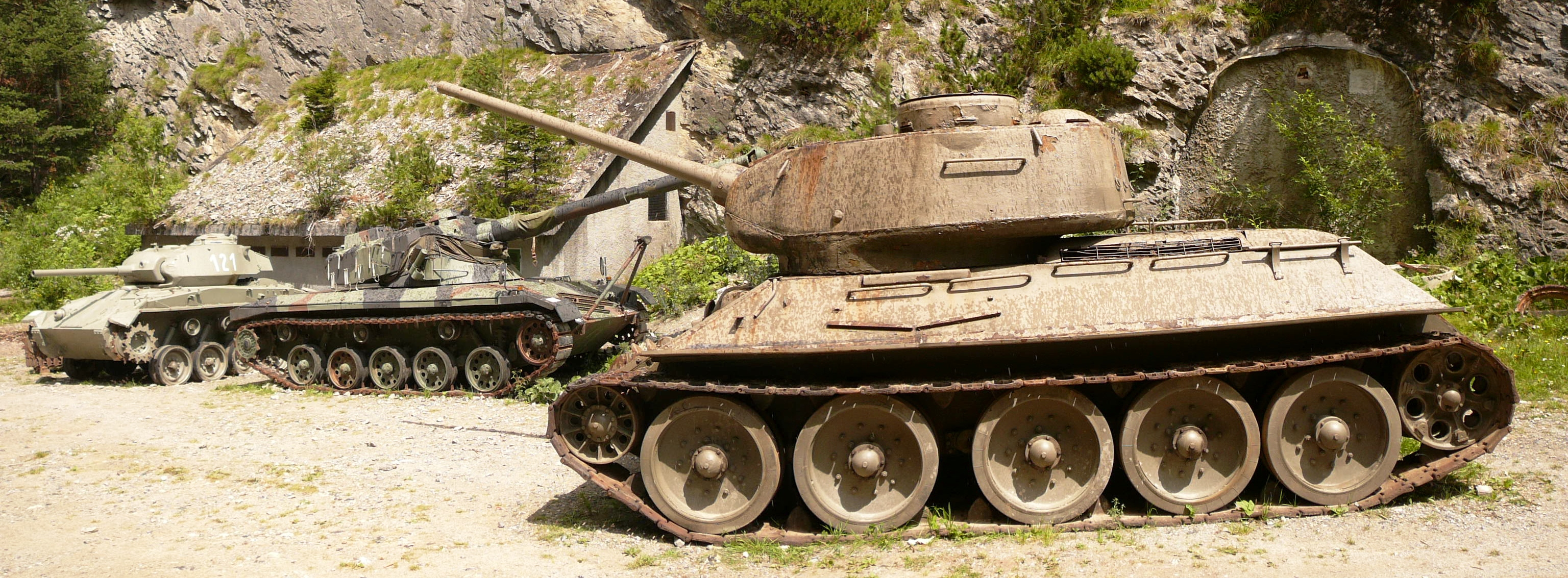
I tre Carri armati esposti fuori dal forte: M24, 4KH6FA-SK105, T34/85

Fu costruita nello stesso periodo del forte di Fortezza, ovvero nel XIX secolo, sotto la guida del Generalmajor Georg Eberle, sulla base di un preesistente muro difensivo, il Niclas-Mauer edificato a partire dal 1513.
La chiusa doveva impedire il passaggio a eventuali nemici del Tirolo, ad esempio invasioni di eserciti lombardi. Nonostante sia una fortezza molto giovane è comunque l'unica di quel periodo che si è mantenuta.
Dato che è intatta sia all'esterno sia all'interno, attualmente la fortificazione ospita un museo militare e una mostra permanente su «Il traffico attraverso il passo Resia».
Sugli spalti del forte e nel giardino dall'altra parte della strada sono esposti alcuni carri armati e cannoni.